# Първи ционистки конгрес
Първият ционистки конгрес (на иврит: הקונגרס הציוני הראשון) е учредителният конгрес на Ционистката организация, проведен на 29-31 август 1897 година в Базел, Швейцария.
Конгресът е свикан и председателстван от основоположника на ционисткото движение Теодор Херцел. Освен че поставя началото на Ционистката организация, конгресът утвърждава нейната Базелска програма.